# پائولو پوگی
پائولو پوگی (انگلیسی: Paolo Poggi؛ زادهٔ ۱۶ فوریهٔ ۱۹۷۱) بازیکن فوتبال اهل ایتالیا است.
از باشگاه‌هایی که در آن بازی کرده‌است می‌توان به باشگاه فوتبال تورینو، باشگاه فوتبال پارما، باشگاه فوتبال آنکونا، باشگاه فوتبال آ.اس. رم، باشگاه فوتبال اودینزه، باشگاه فوتبال ونتزیا، باشگاه فوتبال باری، و باشگاه فوتبال پیاچنزا اشاره کرد.